# ラーリ
ラーリ(伊: Lari)は、人口8,779人のイタリア共和国トスカーナ州ピサ県に存在したコムーネの一つである。2014年1月1日に、カシャーナ・テルメと合併して、カシャーナ・テルメ・ラーリとなった。